# Thymbris inachis
Thymbris inachis är en insektsart som beskrevs av George Willis Kirkaldy 1907. Thymbris inachis ingår i släktet Thymbris och familjen dvärgstritar. Inga underarter finns listade i Catalogue of Life.